# 布雷克桑-埃诺克
布雷克桑-埃诺克（法語：Bréxent-Énocq，法語發音：[bʁeksɑ̃ enɔk]）是法国上法蘭西大區加来海峡省的一个市镇，属于蒙特勒伊区。该市镇于1790-1794年间由布雷克桑（Bréxent）和埃诺克（Énocq）合并而成。

## 地理
布雷克桑-埃诺克（50°30'37"N, 1°43'46"E）面积7.27 平方千米，位于法国上法蘭西大區加来海峡省，该省份为法国北部沿海省份，西北濒北海，南至索姆省，东临北部省。
与布雷克桑-埃诺克接壤的市镇（或旧市镇、城区）包括：隆维利耶、马尔维尔、库尔斯河畔雷克、圣若斯、蒂贝尔桑、阿坦、伯坦、拉卡洛特里。
布雷克桑-埃诺克的时区为UTC+01:00、UTC+02:00（夏令时）。

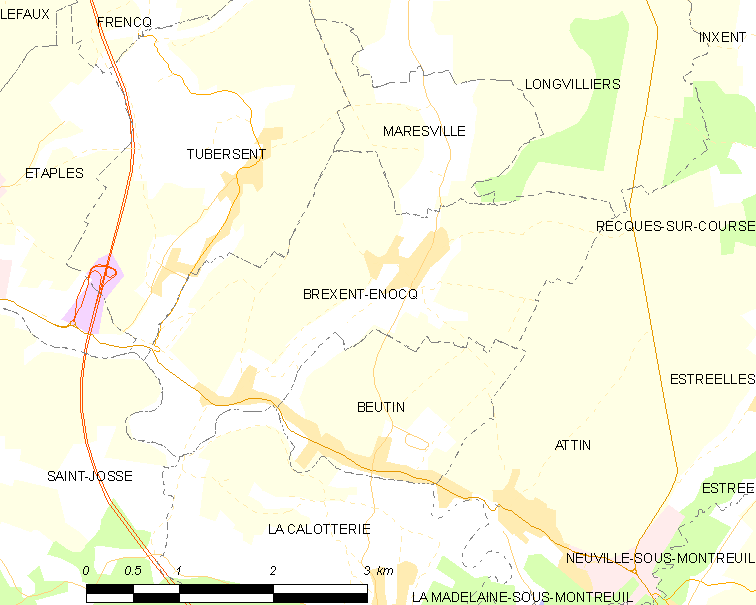
布雷克桑-埃诺克的OSM定位图

## 行政
布雷克桑-埃诺克的邮政编码为62170，INSEE市镇编码为62176。

## 政治
布雷克桑-埃诺克所属的省级选区为埃塔普勒县。

## 人口

1962-2008年间布雷克桑-埃诺克人口变化图示

布雷克桑-埃诺克于2022年1月1日时的人口数量为639人。